# Angelo che redime
Angelo che redime è un film muto italiano del 1913 diretto da Attilio Fabbri.

## Trama
Di seguito viene riportato il riassunto della trama del film proposto da Virgilio Film: